# Tongan Gridiron
Tongan Gridiron ist die Dachorganisation für American Football in Tonga. Derzeitiger Präsident ist Siuaki K. Livai. Zusammen mit Neuseeland, Australien und Amerikanisch-Samoa bilden sie die IFAF Oceania, ein Kontinentalverband der International Federation of American Football.